# Zuleide Ranieri
Zuleide Ranieri Dias, conhecida como Zuzu (Fortaleza de Minas, 27 de novembro de 1945 – São Paulo, 14 de outubro de 2016), foi uma jornalista brasileira pioneira na narração de partidas de futebol feita por mulheres no Brasil.

## Carreira
Zuleide Ranieri começou sua carreira no jornalismo esportivo na Rádio Cacique da cidade de Santos, e na rádio Piratininga de São José dos Campos. Torno-se pioneira como narradora de jogo de futebol, prática exclusiva dos homens no Brasil, quando passou a integrar a primeira equipe da Rádio Mulher (antiga Rádio Difusora Hora Certa) durante a década de 1970. A emissora era composta apenas por mulheres, e junto com Zuzu faziam parte do time de jornalistas Claudete Troiano, Germana Garilli, Jurema Yara, Leilah Silveira e Léa Campos. Fez sua primeira narração em 1971, dando espaço a seu estilo emocionante e slogam de sucesso “Uma mulher a mais no estádio, um palavrão a menos”.Com o passar dos anos a Rádio começou a perder audiência e foi vendida. 
Germana Garilli passou pelo preconceito masculino durante sua carreira, porém recebia apoio de alguns jornalistas como Fiori Gigliotti, Geraldo Bretas, Mauro Pinheiro, David Reis, Roberto Silva.
Em 1974, foi convidada para trabalhar na TV Record como repórter. Depois ingressou na carreira de assessoria política, auxiliando o mandato do ex-governador Paulo Maluf.
Zuleide Ranieri morreu em 14 de outubro de 2016 após sofrer um infarto agudo. Foi sepultada no Cemitério dos Jesuítas, em Embu das Artes.

## Homenagem
Em 2015, foi homenageada pelo Museu do Futebol, em São Paulo, durante o projeto Visibilidade Para o Futebol Feminino.